# Crescenzo D’Amore
Crescenzo D’Amore (* 2. April 1979 in Neapel; † 1. Dezember 2024) war ein italienischer Radrennfahrer.

## Leben
D’Amore wurde 1997 Junioren-Weltmeister im Straßenrennen. 2000 wurde er dann Profi bei Mapei-Quick Step. Seinen ersten Etappensieg feierte er bei der Argentinien-Rundfahrt. Nach einem Jahr bei Cage Maglierie wechselte er 2003 zu Tenax. Beim Giro d’Italia wurde er bei einer Sprintankunft Etappendritter. Von 2004 bis 2006 fuhr D’Amore für das italienische Professional Continental Team Acqua e Sapone. Auch beim Giro d’Italia 2004 wurde er Dritter auf einer Etappe. In der Intergiro-Wertung belegte er am Ende den zweiten Platz hinter Raffaele Illiano.
Er starb bei einem Verkehrsunfall im Alter von 45 Jahren.

## Erfolge
1996
- UCI-Bahn-Weltmeisterschaften der Junioren – 1000-Meter-Zeitfahren

1997
- Weltmeister – Straßenrennen (Junioren)

2000
- eine Etappe Argentinien-Rundfahrt

2004
- eine Etappe Settimana Internazionale

## Teams
- 2000 Mapei-Quick Step
- 2001 Mapei-Quick Step
- 2002 Cage Maglierie
- 2003 Tenax
- 2004 Acqua & Sapone
- 2005 Acqua & Sapone-Adria Mobil
- 2006 Acqua & Sapone
- 2007 OTC Doors-Lauretana
- 2011 Androni Giocattoli-C.I.P.I (bis 15.04.)